# تشارلز وود
تشارلز وود (بالإنجليزية: Charles Wood)‏ هو شخصية أعمال أمريكي، ولد في 1914، وتوفي في 30 سبتمبر 2004.